# Остапченко, Владимир Иванович
Владимир Иванович Остапченко (1923, Александрия — 2 декабря 1996, Никополь) — советский государственный и партийный деятель, 1-й секретарь Никопольского райкома КПУ Днепропетровской области. Участник Великой Отечественной войны. Герой Социалистического Труда (1977). Кандидат в члены ЦК КПУ в 1976—1981 годах. Член ЦК КПУ в 1981—1986 годах.

## Биография
Родился 2 ноября 1923 года в городе Александрия (ныне Кировоградской области, Украина) в семье рабочих. Украинец. Окончил школу.
В 1941 году был призван в Красную Армию и направлен в Сызранское военное училище. После окончания училища с 15 февраля 1942 года — на фронтах Великой Отечественной войны. Воевал на Западном (с февраля по 1943 по август 1944 года) и 3-м Белорусском фронтах. Служил командиром танка Т-34 2-го танкового батальона 42-й гвардейской танковой бригады, затем командиром танкового взвода 193-й танковой бригады 11-й гвардейской армии Западного, 3-го Белорусского фронтов. Дважды ранен. Член ВКП(б) с октября 1943 года.
С 1945 по 1948 год продолжал службу в армии в группе советских оккупационных войск в Германии.
После увольнения в запас в 1948 году приехал в Днепропетровскую область и был назначен заведующим общим отделом Синельниковского райисполкома. Избирался секретарём райкома комсомола.
В 1950—1952 годах заочно учился в Днепропетровской партийной школе, в 1956 году окончил Высшую партийную школу.
В 1955 году перешёл на партийную работу. Был заведующим отделом Токмаковского райкома партии, секретарём парткома Мировской машинно-тракторной станции (МТС), вторым секретарём Токмаковского райкома партии.
В дальнейшем был избран первым секретарём Никопольского райкома партии.
Вывел район в передовые. Стал организатором массового строительства агропромышленных и социально-культурных объектов, в районе была создана оросительная система, возведены птицефабрика, многочисленные фермы по выращиванию телят, плодоперерабатывающие цеха, создан местный «Плодвинпром». Стал инициатором создания спортивного клуба и местной футбольной команды «Колос». Проводил работу по внедрению передовых технологий, форм организации труда, экономических методов управления, делал опору на науку. Опыт работы Никопольского райкома был рассмотрен и одобрен на пленуме ЦК Компартии Украины.
Указом Президиума Верховного Совета СССР от 22 декабря 1977 года за выдающиеся успехи, достигнутые во Всесоюзном социалистическом соревновании, проявленную трудовую доблесть в выполнении планов и социалистических обязательств по увеличению производства и продажи государству зерна и других продуктов земледелия в 1977 году Остапченко Владимиру Ивановичу присвоено звание Героя Социалистического Труда с вручением ордена Ленина и золотой медали «Серп и Молот».
Избирался делегатом XXV и XXVI съездов КПСС, XXII, XXVI, XXVII съездов Компартии Украины, кандидатом в члены ЦК Компартии Украины в 1976—1981 годах, членом ЦК Компартии Украины в 1981—1986 годах, членом обкома партии.
Продолжал работать первым секретарём райкома до 1987 года.
С 1987 года на пенсии в городе Никополе Днепропетровской области.
Жил в Никополе. Умер 4 декабря 1996 года.

## Награды
- Орден Ленина (22.12.1977)
- Орден Октябрьской Революции (08.12.1973)
- орден Красной Звезды (24.11.1943);
- орден Красного Знамени (15.11.1944);
- орден Трудового Красного Знамени (08.04.1971)
- орден «Знак Почёта» (30.04.1966)
- Медаль «Серп и Молот» (1977);
- орден Отечественной войны 1-й степени (6.04.1985);
- Медаль «За взятие Кенигсберга» (9.6.1945)
- «В ознаменование 100-летия со дня рождения Владимира Ильича Ленина» (6 апреля 1970)
- «За победу над Германией в Великой Отечественной войне 1941—1945 гг.» (9.5.1945)
- «20 лет Победы в Великой Отечественной войне 1941—1945 гг.» (7 мая 1965[2])
- «30 лет Победы в Великой Отечественной войне 1941—1945 гг.»[3]
- Медаль «Сорок лет Победы в Великой Отечественной войне 1941—1945 гг.»
- «Ветеран труда»
- «30 лет Советской Армии и Флота»[4]
- «40 лет Вооружённых Сил СССР»[5]
- «50 лет Вооружённых Сил СССР» (26 декабря 1967[6])
- «60 лет Вооружённых Сил СССР» (28 января 1978[7])
- Знак «25 лет победы в Великой Отечественной войне» (1970)

## Память
На здании Никопольского районного совета установлена мемориальная доска. Проводится Всеукраинский турнир по футболу среди юношей, посвященный памяти Героя.